# Hans von Bülow (1774-1825)
Pour les articles homonymes, voir Von Bülow.
Ludwig Friedrich Victor Hans von Bülow, plus tard comte von Bülow en 1816  (né le 14 juillet 1774 à Essenrode (alors dans l'électorat de Hanovre) et mort le 11 août 1825 à Landeck en province de Silésie) est un homme d’État prussien. Il est à l'origine du Zollverein, union douanière pan-allemande centrée autour de la Prusse.

## Biographie
Le comte Hans von Bülow, fils de l'intendant des Eaux et Forêts de Lunebourg Friedrich Ernst von Bülow (de) (1736–1802) et frère benjamin du juriste et président du Conseil Friedrich von Bülow, est issu d'une famille de vieille noblesse mecklembourgeoise. Son oncle était le chancelier Karl August von Hardenberg.
Après avoir fréquenté l’académie de chevalerie de Lunebourg (1774-1791), il étudia le Droit de 1791 à 1794 à l'Université de Göttingen. En 1794 il est recruté comme conseiller référendaire par l'administration prussienne et parvient en 1805 au rang de président de chambre régionale.
En 1807, il est déjà président de la chambre de guerre et de domaine (de) à Magdebourg, et c'est naturellement qu'en 1808 les nouvelles autorités du Royaume de Westphalie institué par décret napoléonien, soucieuses de s'associer des nationaux allemands, le nomment conseiller d’État. Il y dirige la section des  Finances, du Commerce et du Trésor, collabore à l'instauration du budget et à la rédaction du décret créant la Caisse d'amortissement du Royaume. À ce poste, il se fait le promoteur des principes du libre-échange, influencé en cela par les idées d'Adam Smith, favorise l'abolition des exemptions sur les impôts indirects, ainsi que sur l'impôt sur le sel et le droit d'accise.
De mai 1808 à 1811, Bülow seconde le juriste Jacques Claude Beugnot en tant que ministre des Finances de Westphalie. Les efforts déployés par Bülow permirent l'allègement de la dette et favorisèrent l'organisation du fisc sur fond d'exigences toujours accrues de l'empereur. En guise de caution d'un endettement phénoménal, il recourut à l'emprunt forcé. En 1811, alors qu'il se rendait auprès de Napoléon à Paris, pour y négocier un allègement des réparations de guerre exigées par les Français et une diminution des contributions du royaume, une coterie conspira auprès du roi Jérôme pour écarter Bülow du Ministère. Le roi lui choisit comme successeur Karl August Malchus (de), du conseil d'État de Westphalie. L'ex-ministre se retira sur ses terres, sous la surveillance de la Sûreté. 
Lorsque, deux ans plus tard, le royaume cessa d'exister, Bülow entra au service de la Prusse, fut nommé ministre des Finances et prit même jusqu'en 1817 les rênes du nouveau Ministère du Commerce et de l'Industrie. En 1825 il fut promu (pour peu de temps) Premier président de la Province de Silésie.
Il avait épousé Jeanette Schmucker (1781–1855) le 30 juillet 1804.